# خفاش سبیل‌دار
خفاش سبیل‌دار (نام علمی: Myotis mystacinus) گونه‌ای خفاش است که در مناطق گسترده‌ای از اروپا، شمال ترکیه، منطقه قفقاز، و غرب روسیه زندگی می‌کند. در ایران، این خفاش از گرگان تا آذربایجان، کرمانشاه و تهران دیده شده است.
خفاش سبیل‌دار یکی از کوچک‌ترین خفاش‌ها است. رنگ بدن این پستاندار در قسمت پشتی خاکستری متمایل به قهوه‌ای و در زیر بدن روشن‌تر و متمایل به زرد است. اندازه بدن در بخش سر و تنه در این خفاش میان ۳۸ تا ۵۰ میلی‌متر و دم میان ۳۰ تا ۴۰ میلی‌متر است. وزن آن نیز ۵،۴ تا ۱۳ گرم است.